# Mairengo
Mairengo era una comuna suiza del cantón del Tesino, situada en el distrito de Leventina, círculo de Faido. Limitaba al oeste y noroeste con la comuna de Blenio, al este con Calpiogna, al sur con Faido, y al suroeste y oeste con Osco.
Formaban parte del territorio comunal las localidades de Polmengo, Predélp y Tortengo. En la actualidad, Mairengo forma parte de la comuna de Faido.